# Damage (альбом B-Thong)
Damage — другий повноформатний альбом шведського гурту B-Thong, виданий у 1995 році нідерландським лейблом Mascot Records. Продюсером альбому, як і попереднього разу, став Роберто Лаггі. Мастерингом займався Турбйорн Самуельссон.
На пісню Seeking було відзнято відеокліп, режисером кліпу став Патрік Уллаеус.

## Список пісень
| #   | Назва                  | Тривалість |
| --- | ---------------------- | ---------- |
| 1.  | «Seeking»              | 3:31       |
| 2.  | «Prison Mirror»        | 3:15       |
| 3.  | «Ropes»                | 4:07       |
| 4.  | «Last Way Wrong Way»   | 2:20       |
| 5.  | «Cockroach»            | 3:59       |
| 6.  | «Breathe»              | 3:06       |
| 7.  | «Passive Control»      | 3:07       |
| 8.  | «Lost Emperor»         | 7:23       |
| 9.  | «My Wound»             | 4:31       |
| 10. | «Dead Parts Part Dead» | 3:29       |
| 11. | «Blind Addiction»      | 4:09       |
| 12. | «Weakness»             | 2:30       |

## Склад гурту
- Тоні Єленкович — вокал
- Стефан Турессон — гітара
- Ларс Геглунд — бас-гітара
- Морган Петтерсон — ударні